# Anexodus tufi

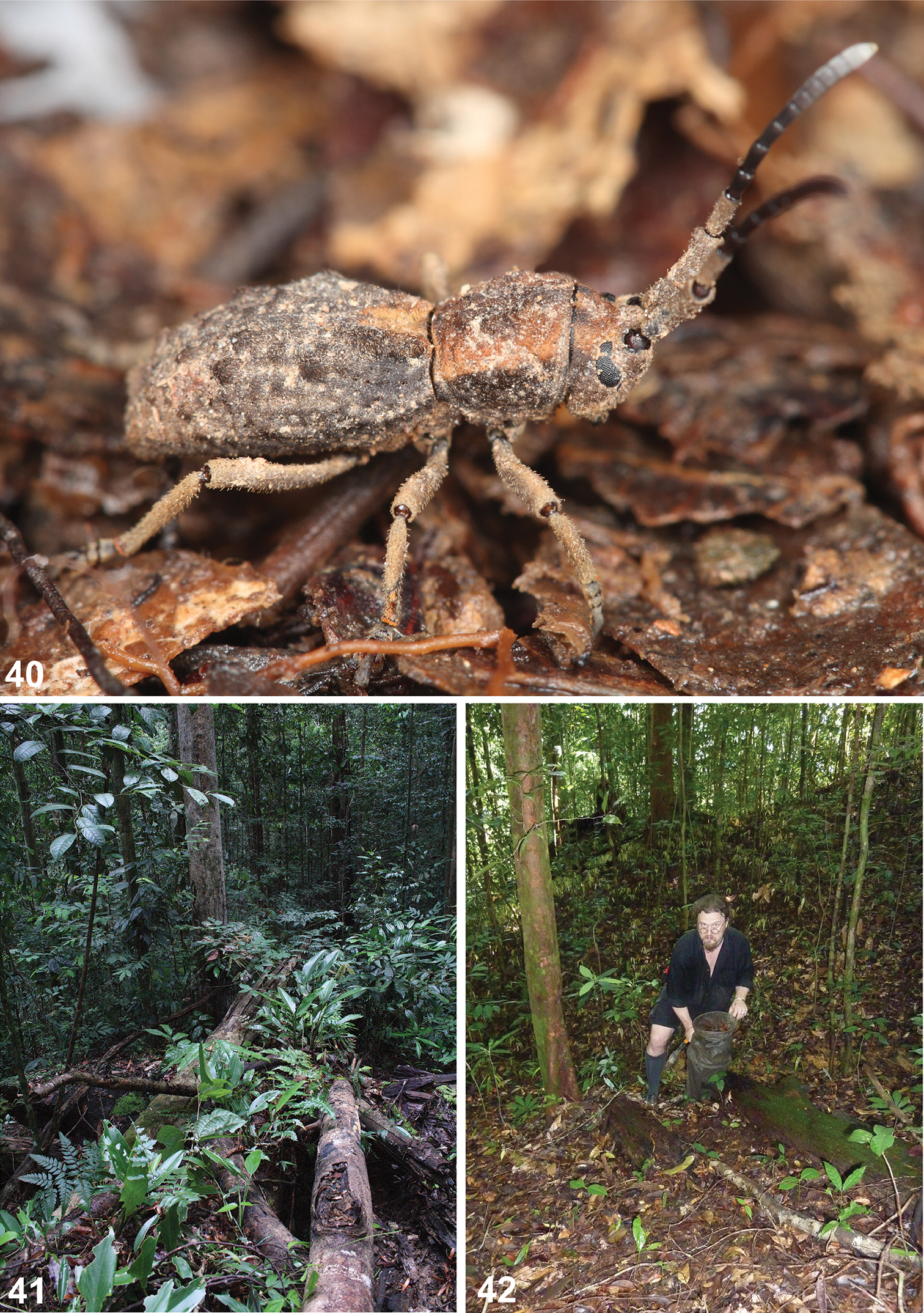
Naturalne środowisko

Anexodus tufi – gatunek chrząszcza z rodziny kózkowatych i podrodziny zgrzypikowych. Endemit Borneo.

## Taksonomia
Gatunek ten opisany został po raz pierwszy w 2017 roku przez Radima Gabriša, Filipa Trnkę, Rodzaya Abdula Wahaba i Robina Kundratę na łamach „ZooKeys”. Jako lokalizację typową wskazano Kuala Belalong Field Study Centre w Parku Narodowym Ulu Temburong w Brunei. Epitet gatunkowy nadano na cześć Ivana Hadriána Tufa, który odłowił część materiału typowego.

## Morfologia
Chrząszcz o ciele długości od 7,4 do 10,2 mm i szerokości od 2,3 do 3,4 mm. Ubarwienie ma brązowe z parą żółtawych pasów podłużnych, biegnących od ciemienia przez boki przedplecza po podstawę pokryw. Oskórek gęsto porastają bardzo krótkie, brązowe włoski.
Głowa ma poprzeczną wargę górną z przeciętnie rozproszonym punktowaniem, umiarkowanie wykrojone oczy oraz prawie tak długie jak ciało czułki o trzonku stopniowo i lekko ku niezmodyfikowanemu szczytowi rozszerzonym.
Przedplecze jest tak szerokie jak długie i na przedniej krawędzi tak szerokie jak głowa. Ma parę wyraźnych guzków po bokach, parę przeciętnie zaznaczonych guzków pośrodku dysku, parę średnio zaznaczonych guzków w tylnej połowie dysku oraz parę niewyraźnych guzków pośrodku przedniej połowy; wszystkie guzki są punktowane. Szerokość tarczki jest dwukrotnie większa od jej długości. Pokrywy są wydłużone, od 1,9 do 2,3 raza dłuższe od przedplecza, najszersze w pobliżu środka, każda z trzema szeregami wyraźnych, wydłużonych guzków, skąpo pokryta dużymi i głębokimi punktami rozmieszczonymi w nieco zaburzonych szeregach. Odnóża są długie i chude.
Odwłok samicy ma piąty z widocznych sternitów ścięty na tylnym brzegu, a spermatekę zesklerotyzowaną, smukłą, wydłużoną, zakrzywioną i stopniowo ku szczytowi zwężoną, o przewodzie w części zesklerotyzowanej niezmodyfikowanym. Genitalia samca mają wydłużony, najszerszy przed środkiem tegmen, 3,3 raza dłuższe niż szerokie paramery, płat środkowy edeagusa (prącie) o prawie równoległych bokach i ściętym szczycie, a endofallus wyposażony w parę małych sklerytów pośrodkowych i wyraźne skleryty flagellarne.

## Rozprzestrzenienie
Owad orientalny, endemiczny dla Borneo i Brunei, znany tylko z okolic miejsca typowego w dystrykcie Temburong.